# Lichères-près-Aigremont
Lichères-près-Aigremont é uma comuna francesa na região administrativa de Borgonha-Franco-Condado, no departamento de Yonne. Estende-se por uma área de 16,13 km². Em 2010 a comuna tinha 162 habitantes (densidade: 10 hab./km²).